# Língua crioula antilhana
A língua crioula antilhana é uma língua crioula derivada do francês falada principalmente nas Pequenas Antilhas. Em termos gerais, é uma mistura do léxico da língua francesa com a sintaxe de línguas africanas e caribes. Só recentemente, a língua começou a ser escrita. Está relacionada com a língua crioula haitiana, mas tem uma série de características distintivas; no entanto, ambas são mutuamente inteligíveis.
É falada nas ilhas de Santa Lúcia, Guadalupe, Maria Galante, Santos, São Bartolomeu, São Martinho, Granada,  Trindade e Tobago, São Vicente, Dominica e Martinica, além da Venezuela e da Guiana Francesa.

## História e características
A língua foi inicialmente muito falada nas Pequenas Antilhas, mas quase desapareceu de Tobago e o número de falantes está declinando em Granada. Nas ilhas de Dominica e Santa Lúcia, que são oficialmente anglofalantes, existem iniciativas para preservar a sua utilização e, nas últimas décadas, passou de um sinal de nível socioeconômico baixo e proibido de ser falado nas escolas para se tornar um ponto de orgulho nacional. Nos últimos dez anos, iniciaram algumas oficinas de ortografia e, atualmente, um grupo multidisciplinar composto por especialistas da Universidade das Índias Ocidentais, a Universidade das Antilhas na Guiana, o Grupo de Estudo e Pesquisa do Espaço Crioulofalante (em francês, Groupe d'étude et de Recherche en Espace Créolophone, GEREC) e alguns outros movimentos locais se deram a tarefa de desenvolver um sistema de escrita ad hoc.
Desde a década de 1970, também existe um renascimento literário nas Antilhas francesas, com escritores como Édouard Glissant e Raphaël Confiant, entre outros.
Os crioulos da Dominica e Santa Lúcia (ISO 639-3 acf) é chamado de kwéyòl por seus falantes, a variação da palavra crioulo em francês (créole). O crioulo de Guadalupe (ISO 639-3 gcf), falado também em Martinica e São Bartolomeu, está sujeito à influência contínua do francês. Apesar de ser codificado como uma língua diferente do crioulo da Dominica, têm um índice de compreensão de 90%, pelo qual são considerados dialetos da mesma língua.
De acordo com alguns autores (Parkvall, 1997), em 1995 cerca de 123 mil pessoas falavam essa língua na ilha de Santa Lúcia. A nível internacional, o número ascendia a cerca de 985 mil. Entre o crioulo falado em Santa Lúcia e Dominica, existe entre 97 e 99% de similaridade, enquanto apenas 10% da população de Santa Lúcia entende o francês continental. Em Santa Lúcia, os discursos políticos são geralmente em crioulo, e também existem jornais, programas de rádio e estações de televisão que utilizam a língua.
O crioulo antilhano é a lingua franca entre as populações migrantes das ilhas vizinhas de língua inglesa ou francesa.

## Origem
O crioulo antilhano nasceu na época da escravidão. Os africanos foram designados para trabalhar nas plantações como escravos nas Antilhas francesas. O francês de seus senhores e as suas línguas nativas dos escravos eram um tanto inúteis como um método de comunicação, uma vez que falavam línguas diferentes. Como resultado, eles foram forçados a desenvolver uma nova forma de comunicação, invocando o que ouviram de seus mestres coloniais e outros escravos. Esporadicamente, eles usariam palavras que eles pensaram ter ouvido falar de seus mestres coloniais e combiná-los com as suas expressões africanas e estrutura de sentença; Assim, novas palavras foram formadas e receberam significados.
Aos poucos, este novo método de comunicação entre os escravos, distribuídos em todas as regiões do Caribe. Esta língua "Crioule" ("indígena" em francês) cresceu progressivamente em uma linguagem mais reconhecível.

## Situação atual
A língua era anteriormente mais falada nas Pequenas Antilhas, mas o seu número de falantes está diminuindo em Trindade e Tobago e Granada. Enquanto nas ilhas de Dominica e Santa Lúcia países que têm o inglês como língua oficial, existem esforços para preservar o uso do crioulo das Antilhas, bem como em Trindade e Tobago e sua vizinha Venezuela. Nas últimas décadas, deixou de ser visto como um sinal de status sócio-econômico mais baixo, proibido em pátios de escolas, passando a uma marca de orgulho nacional.
Desde 1970 tem havido um renascimento literário do crioulo nas ilhas de língua francesa nas Pequenas Antilhas, com escritores como Raphaël Confiant e Monchoachi empregando a língua. Édouard Glissant escreveu em forma teórica e poética sobre o seu significado e sua história.
O crioulo Antilhano é falado, em diferentes graus, na Dominica, Granada, Guadalupe, Maria Galante, Ilhas dos Santos, Martinica, São Bartolomeu, São Martinho, Santa Lúcia, São Vicente, Guiana Francesa, Trindade e Tobago e Venezuela (principalmente em Macuro, Güiria e El Callao). A população da Dominica, Granada, Santa Lúcia, Trindad e Tobago, Brasil (Lanc-patuá) e falantes venezuelanos de crioulo antilhano chamam a língua de Patoá.
O crioulo Antilhano tem cerca de 1 milhão de falantes. É um meio de comunicação de populações migrantes que viajam entre territórios vizinhos de língua inglesa e francesa.

## Variedades do crioulo antilhano

### Crioulo da Dominica
O crioulo da Dominica é um crioulo francês, que é a língua geralmente falada em Dominica.
É uma subvariedade do crioulo antilhano, que é falado em outras ilhas das Pequenas Antilhas e está intimamente relacionado com as variedades faladas na Martinica, Santa Lúcia, Guadalupe, Granada e Trindade e Tobago. A taxa de inteligibilidade com falantes de outras variedades do crioulo antilhano é de quase 100%. Suas características sintáticas, gramaticais e lexicais são praticamente idênticas ao crioulo da Martinica, porém, como o seu homólogo de Santa Lúcia, inclui mais estrangeirismos ingleses do que a variedade da Martinica. As pessoas que falam o crioulo haitiano também pode entender o crioulo francês da Dominica, embora haja um número de características distintas; eles são mutuamente inteligíveis.
Tal como os outros crioulos do Caribe, o crioulo francês da Dominica combina sintaxe de origem africana e caribenha com um vocabulário principalmente derivado do francês.

### Crioulo de Santa Lúcia
O crioulo de Santa Lúcia é um crioulo com base no francês, que é a língua geralmente falada em Santa Lúcia.
É uma subvariedade do crioulo antilhano, que é falado em outras ilhas das Pequenas Antilhas e está intimamente relacionado com as variedades faladas na Martinica, Dominica, Guadalupe, Granada e Trindade e Tobago. Suas características sintáticas, gramaticais e lexicais são praticamente idêntico ao do crioulo da Martinica.
Tal como os outros crioulos do Caribe, o crioulo francês de Santa Lúcia combina sintaxe de origem africana e caribenha com um vocabulário principalmente derivada do francês. Além disso, muitas expressões refletem a presença de uma influência do espanhol que também está presente na língua. A língua pode ser considerada mutuamente inteligível com o francês, e também é inteligível com os outros crioulos franceses das Pequenas Antilhas, e não está relacionado com o crioulo haitiano que tem uma série de características distintas, no entanto, eles são ambos mutuamente ininteligíveis um ao outro.
Ele ainda é amplamente falado em Santa Lúcia. Em meados do século XIX, foi exportado para o Panamá, onde é agora moribundo.

### Crioulo francês de Granada
O crioulo francês de Granada é uma variedade do crioulo antilhano. Em Granada, é referido como Patuá ou Patuá francês. Esta foi uma vez a língua franca em Granada, e era comumente ouvida até recentemente, em 1930, quando até mesmo as crianças em algumas áreas rurais poderia falar a mesma. No século XXI, ele só pode ser ouvido entre os falantes idosos em alguns pequenos locais do país.
Os idosos ainda falam crioulo francês, mas eles estão se tornando cada vez menos, porque, ao contrário de Santa Lúcia e Dominica que se encontram perto das ilhas francesas de Martinica e Guadalupe, Granada não tem vizinhos de língua francesa para manter essa língua viva. No entanto, e apesar do fato de que, de uma ou duas gerações atrás, o uso do inglês granadino foi visto com bons olhos pelos professores e pais, um olhar sobre a história dá algum entendimento do porquê conversas hoje são tão generosamente polvilhado com uma coleção de pitorescas palavras e frases de crioulo francês.
O francês ou o crioulo francês, era a língua da grande maioria dos habitantes, escravos e proprietários de imóveis, e, embora os novos administradores britânicos falavam inglês, o francês foi predominante.

### Crioulo francês de Trindade e Tobago
O crioulo francês de Trindade e Tobago é um patoá francês falado em Trindade e Tobago por descendente dos crioulas franceses migrantes das Antilhas francesas.
A Cédula de População de 1783 colocou a fundação e crescimento da população de Trindade. Na sequência da Cédula de População, os plantadores franceses com seus escravos, mestiços e mulatos livres das Antilhas francesas de Martinica, Granada, Guadalupe e Dominica migraram para Trindade durante a Revolução Francesa. Estes novos imigrantes que instituíram as comunidades locais de Blanchisseuse, Champs Fleurs, Paramin, Cascade, Carenage, Laventille, e etc. fizeram com que a população de Trindade saltasse para mais de 15 mil até o final de 1789, de pouco menos de 1 400 em 1777. Este êxodo foi incentivado devido à Revolução Francesa.
Em 1797, Trindade se tornou uma colônia da coroa britânica, com uma população de língua francesa. Hoje, em Trindade e Tobago o crioulo francês só pode ser encontrado em pequenas localidades entre a população mais velha, particularmente nas aldeias de Paramin e Lopinot.

### Crioulo de Guadalupe
O crioulo de Guadalupe é uma variedade do crioulo antilhano. Esta língua crioula com vocabulário com base na língua francesa falado em Guadalupe. Ele reflete a história de seus falantes, os descendentes de escravos nas Antilhas Francesas, e imigrantes da Índia.

### Crioulo de Maria Galante
O crioulo de Maria Galante é uma variedade do crioulo antilhano. Esta língua crioula com base lexical francesa é falada na ilha de Maria Galante. A grande maioria de seu vocabulário vem do francês padrão e de outras línguas de oïl do século XVII ao século XIX; no entanto, recebeu muitas contribuições de línguas africanas faladas pelos antigos escravos, línguas ameríndias, inglês, português e espanhol.

### Crioulo das Ilhas dos Santos
O crioulo das Ilhas dos Santos é uma variedade do crioulo antilhano. Esta língua crioula com base lexical francesa é falada nas Ilhas dos Santos. Ele foi até a década de 1970, uma das últimas testemunhas do crioulo antilhano primitivo falado nas ilhas próximas anteriormente colonizadas pelos franceses: Martinica, Dominica, Guadalupe, São Cristóvão e Santa Lúcia.

### Crioulo da Martinica
O crioulo da Martinica é uma variedade do crioulo antilhano. Esta língua crioula com base no francês é falado na Martinica. Ele é parcialmente influenciado pelo inglês e espanhol, na sequência de uma ocupação antiga por essas duas nações. Ele também contém palavras e termos de origem africanas, e qu'arawak. Sintaxe, gramática e conjugação são baseados no modelo de línguas da África Ocidental.

### Crioulo de São Bartolomeu
O crioulo de São Bartolomeu é uma variedade do crioulo antilhano. Esta língua crioula com base lexical francesa é falada na ilha de São Bartolomeu. Ele é uma variedade arcaica do crioulo da Martinica, muito semelhante ao crioulo das Ilhas dos Santos.

## Exemplos
- Bom dia - Bózu /bonzu/.
- Por favor - S'u plè /su plɛ/.
- Obrigado - Mèsi /mɛsi/.
- Desculpe - Padon /padɔ̃/ / Eskizé mwen.
- Hoje faz muita calor - I byen cho jodi
- Está chovendo - Lapli ka tonbé / Lapli ap tonbe (Haití).
- Faça um bom dia - Jodi-a sé an / yon bel jou Jodi-a bel.
- Como está? Como vai? - Ka ou fè? (Guadalupe) / Sa ou fè (Martinica) Sa k ap fet (Haití).
- Ana é minha irmã/mãe - Ann sé sè /manman (an) mwen
- Andy é meu irmão/pai/marido - Andy sé fwè/papa/mari (an) mwen
- Ele vai à praia - I ka alé bodlanmè-a/laplaj

### Texto
O que se segue é uma amostra do crioulo de Santa Lucia tirado de um conto popular.

Pwenmyé ki pasé sé Konpè Kochon. I di, "Konpè Lapen, sa ou ka fè la?"

Konpè Lapen di'y, "Dé ti twou yanm ng'a (=mwen ka) fouyé bay ich mwen pou mwen bay ich mwen manjé."

Konpè Kochon di, "Mé, Konpè, ou kouyon, wi! Ou vlé di mwen sa kay fè yanm?"

Tradução (tirada da tradução para o inglês da mesma fonte):

O primeiro a passar foi o Senhor Konpè Kochon. Ele disse, "Senhor Coelho, o que você está fazendo aí?"

O Senhor Coelho disse, "Vim cavar alguns buracos para plantar inhame para alimentar os meus filhos."

O Senhor Konpè Kochon disse, "Mas, Coelho, tu é muito estúpido! Amava dizer que você pode cultivar inhame aqui?"